# 土耳其—库尔德冲突
土耳其－库尔德冲突是一场发生于土耳其共和国和库尔德叛乱团体之间的武装冲突。冲突起因是库尔德人试图脱离土耳其，並建立独立的库尔德斯坦，或要求获得自治权，或获得更多的政治文化权利。主要的叛乱组织是库尔德工人党。

## 沿革
奥斯曼帝国与协约国之间的《塞夫尔条约》规定建立独立的库尔德斯坦。但是该协议从未生效，在签署《洛桑条约》（1923年）后被废止。在1920年代和1930年代，库尔德人反抗土耳其统治的企图一再失败。
1961年，伊拉克的库尔德人起义开始，间歇地持续了几十年。库尔德民族主义的兴起导致了1978年成立的库尔德工人党（PKK），这是一个针对土耳其的要求建立库尔德主权国家的马克思主义军事政治组织。同时土耳其库尔德人遭到迫害：禁止使用库尔德语，库尔德人本身也未被承认（官方当局开始称库尔德人为“山区土耳其人”）。1984年8月15日，工人党在土耳其东南部各省发动了游击战争，土耳其正规军被要求与游击队作战，1987年该地区宣布进入紧急状态。工人党还发起了恐怖活动，在土耳其城市组织炸弹袭击，并袭击了其他国家的土耳其公民。库尔德人的主要基地位于伊拉克北部。根据两国政府之间的协议，土耳其安全部队有权入侵伊拉克领土，追击游击队。在1990年代，土耳其在伊拉克进行了多次军事行动（最大的一次是在1995年和1997年）。
土耳其在打击库尔德工人党方面最大的成功是土耳其情报部门在肯尼亚（1999年2月）俘获了其领导人阿卜杜拉·奥贾兰。从那一刻起，游击队就减少了。在2000年代初期，土耳其东南部的战斗几乎停止了，但在2005－2006年，游击队再次增多。和以前一样，他们从伊拉克北部的基地出发进行行动。2008年2月，土耳其军队对这些基地进行了十年来最大规模的行动。
自2004年以来，成立了库尔德自由鹰集团，该集团还对土耳其实施恐怖行为。到2008年，战斗造成的死亡人数估计约为40,000。
伊斯兰国（ISIS）的崛起，库尔德人成为抗击ISIS最得力的力量，赢得了美国的支持和信任，而土耳其出于维护领土完整和国家安全的考虑，多次袭击叙利亚北部库尔德武装，引起美土关系紧张。2015年7月，土耳其军队轰炸库工党在伊拉克北部的据点，7月20日，土耳其南部城镇苏鲁奇遭到“伊斯兰国”的恐怖袭击，造成34人死亡，死亡的大部分都是库尔德年轻人，因此，库尔德人怀疑恐怖袭击得到土耳其政府的秘密支持，相互间的关系更加恶化。库工党随后单方面宣布停火协议无效，并在土耳其境内的警察局发动连续袭击。
2019年10月，美国总统特朗普决定将美军撤出叙利亚北部，土耳其军队展开了对库尔德人的军事打击，称为“和平之泉”军事行动，欧美很多人士谴责特朗普“出卖盟友”。
2022年4月17日晚，土耳其动用大量空军和特种部队，对伊拉克北部的库尔德工人党武装分子进行军事打击。土耳其官方还宣称将会进一步扩大行动。4月18日，土耳其軍隊打死至少26名库尔德工人党武装人员。
2022年11月20日，土耳其对伊拉克和叙利亚境内的库尔德武装分子发动了“爪剑”空袭行动。土耳其表示此舉是為了報復2022年伊斯坦布爾爆炸案。叙利亚人权观察组织表示，土耳其军队的轰炸导致至少6名叙利亚民主军成员和6名亲敘利亞政府军士兵丧生。有火箭弹落入土耳其基利斯省边境地区，造成一名土耳其士兵和两名特种作战警察受伤。11月21日，土耳其国防部长宣布，土耳其軍隊在爪剑行动中打死184名库尔德武装人员。同一天，土耳其境内遭到火箭弹襲擊，造成至少两人死亡，10人受伤。
2023年12月22日和23日，庫爾德工人党在伊拉克北部与土耳其士兵發生冲突，有12名土耳其士兵丧生。有7名庫爾德工人黨成員被打死。土耳其空军隨即对伊拉克北部和叙利亚进行了空袭，摧毁库尔德工人党29个目标，殺死至少56名库尔德工人党成員。
多年的军事冲突造成50,000－55,000人员死亡，18,000－20,000难民流离失所。

### 2025年
2025年2月27日，庫爾德工人黨創始人阿卜杜拉·奥賈蘭呼籲結束長達40年的衝突，解除庫爾德工人黨的武裝並將其解散。親庫爾德的人民平等与民主党黨議員在他和土耳其政府之間斡旋，並宣讀了他的聲明。2025年3月1日，位於伊拉克北部的庫工黨執行委員會宣布與土耳其立即停火。其副主席Cevdet Yılmaz表示：「土耳其走向無恐怖主義目標的進程已進入新階段。我們希望抓緊機會，盡快、成功地完成這項努力」，庫工黨要求當局釋放奥賈蘭，但沒有提供解除武裝和解散的時間表。分析人士表示，如果停火得以維持，其影響可能擴至其他地方。控制敘利亞東北部的敘利亞民主力量（土耳其相信其與庫工黨有聯繫）對停火表示歡迎，但表示停火並不適用於他們。2025年5月12日，库尔德工人党宣佈解散並不再武裝鬥爭。